# أبو شلاخ البرمائي (مسلسل)
أبو شلاخ البرمائي مسلسل تلفزيوني مقتبس من رواية غازي القصيبي التي تحمل نفس الاسم، يدور محورها حول شخص عربي صميم يتلو الأكاذيب، وفيها إسقاطات على الواقع العربي. سنة 2006 عرض المسلسل بشكل يومي في التلفزيون السعودي على القناة الأولى السعودية، أدى بطولته الممثل السعودي فايز المالكي وحقق نجاحا مهما.
شارك في المسلسل الفنان والمنتج حسن عسيري، ومجموعة من الفنانين الخليجيين كضيوف شرف منهم زهرة عرفات وحسن البلام وسعاد علي ولطيفة المقرن، كما شارك عدد من السوريين منهم نضال النجم، ويؤدي دور رئيس تحرير المجلة التي تنقل أخبار أبو شلاخ عبد الرحمن العقل.
جرت عمليات التصوير في مدينتي دمشق واللاذقية في سورية.